# 3,7 cm FlaK 43
3,7 cm FlaK 43 (нем. 3,7 cm Flugabwehrkanone 43 — 3,7-см зенитная пушка 1943 года) — немецкое 37-миллиметровое автоматическое зенитное орудие, использовавшееся вермахтом в ходе Второй мировой войны. Являлось дальнейшей разработкой зенитного орудия 3,7 cm FlaK 18.
От своего прототипа новое орудие отличалось принципиально новой схемой автоматики на основе конструкции 30-мм авиапушки MK 103, при которой часть операций производилась за счёт энергии отводимых газов, а часть за счёт энергии откатывающихся частей. Вследствие этого автомат получил увеличенный темп стрельбы, что в свою очередь потребовало увеличение обоймы с 6 до 8 выстрелов.

## Модификации
- 3,7 cm FlaK-Zwilling 43 — спаренная модификация: двухорудийная установка с вертикальным расположением стволов, расположенных друг над другом и соединённых между собой тягой параллелограмма; каждый ствол был расположен в своей люльке и образовывал качающуюся часть, вращающуюся относительно своих кольцевых цапф; установка транспортировалась на специальном 2-осном прицепе Sd.Ah. 206 (сокр. от нем. Sonderanhänger 206) увеличенной грузоподъёмности.
- 3,7 cm FlaK M43 — корабельная модификация: одноорудийная установка на корабельном лафете LM 43; также устанавливалась на лафет LM 44 — производный от лафета LM 42 корабельного орудия 3,7 cm FlaK M42[нем.], адаптированный под орудия 3,7 cm FlaK M43[2] (по некоторым источникам, установка на лафете LM 44 была спаренной)[3].

## Галерея

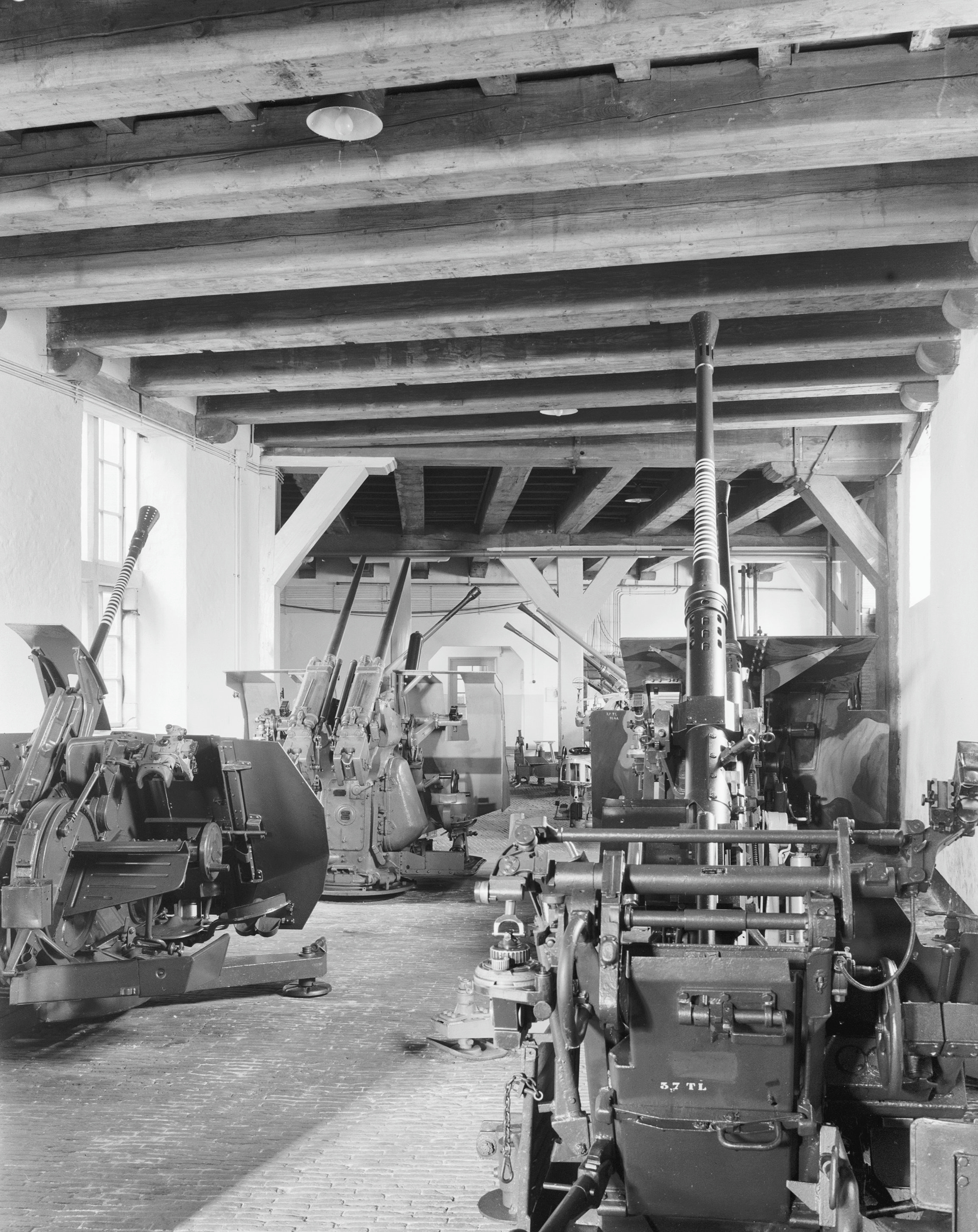
3,7 cm FlaK 43 (слева на переднем плане); Музей армии в Делфте, 1965 год.
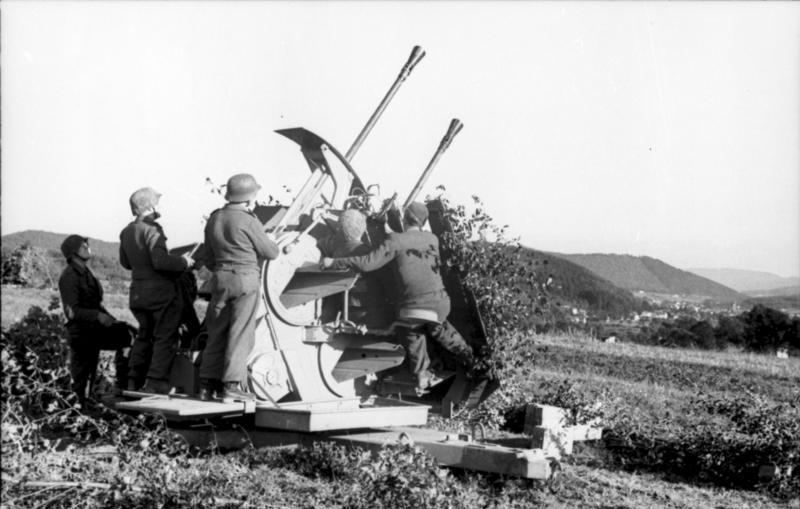
3,7 cm FlaK-Zwilling 43 в Северной Франции, июль-сентябрь 1944 года.
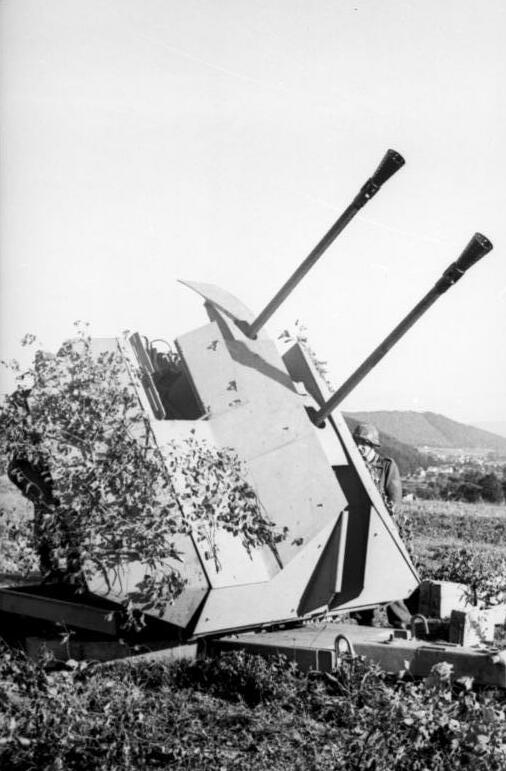
3,7 cm FlaK-Zwilling 43 в Северной Франции, 1944 год.
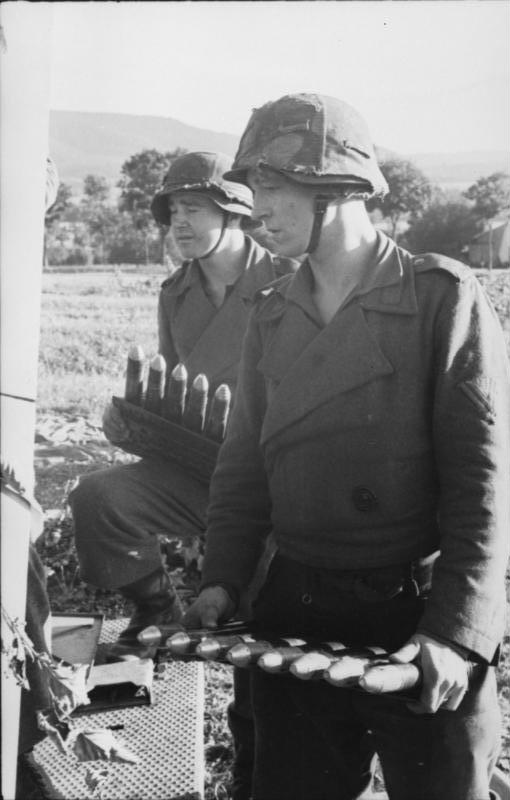
37-мм выстрелы для 3,7 cm FlaK 43.